# 高山豆
高山豆（学名：Tibetia himalaica）为豆科高山豆属下的一个种。

## 扩展阅读
- 維基物種上的相關：高山豆